# Wormicke
Die Wormicke ist ein etwa 5 km langer rechter Nebenfluss der Rose im nordrhein-westfälischen Kreis Olpe. 

## Geographie

### Verlauf
Die Wormicke entspringt südwestlich der Ortschaft Gelslingen auf einer Höhe von 467 m ü. NHN. Anschließend fließt sie durch ein Tal südlich der Ortschaften Benolpe und Wormbach. Danach verläuft sie durch das Stadtgebiet von Drolshagen, wo sie nahe dem alten Mühlenteich auf 339 m ü. NHN in die Rose mündet. Bei einem Höhenunterschied von 128 m beträgt das mittlere Sohlgefälle 23,5 ‰. 

### Zuflüsse
Längster Zufluss der Wormicke ist der 3,9 km lange Gipperbach. Er fließt durch das Naturschutzgebiet Gipperbachtal und Grauwackesteinbruch Stupperhof und mündet von links im Stadtpark Lohmühle in die Wormicke.
- Lüttensiepen (links), 1,0 km
- Bremicke (rechts), 0,9 km
- Gipperbach (links)
- Kreuzseifen (rechts)